# Тейшорі
Тейшорі (рум. Teișori) — село у повіті Джурджу в Румунії. Входить до складу комуни Булбуката.
Село розташоване на відстані 27 км на південний захід від Бухареста, 45 км на північ від Джурджу.

## Населення
За даними перепису населення 2002 року у селі проживали 499 осіб, усі — румуни. Усі жителі села рідною мовою назвали румунську.